# Zhouzhuang

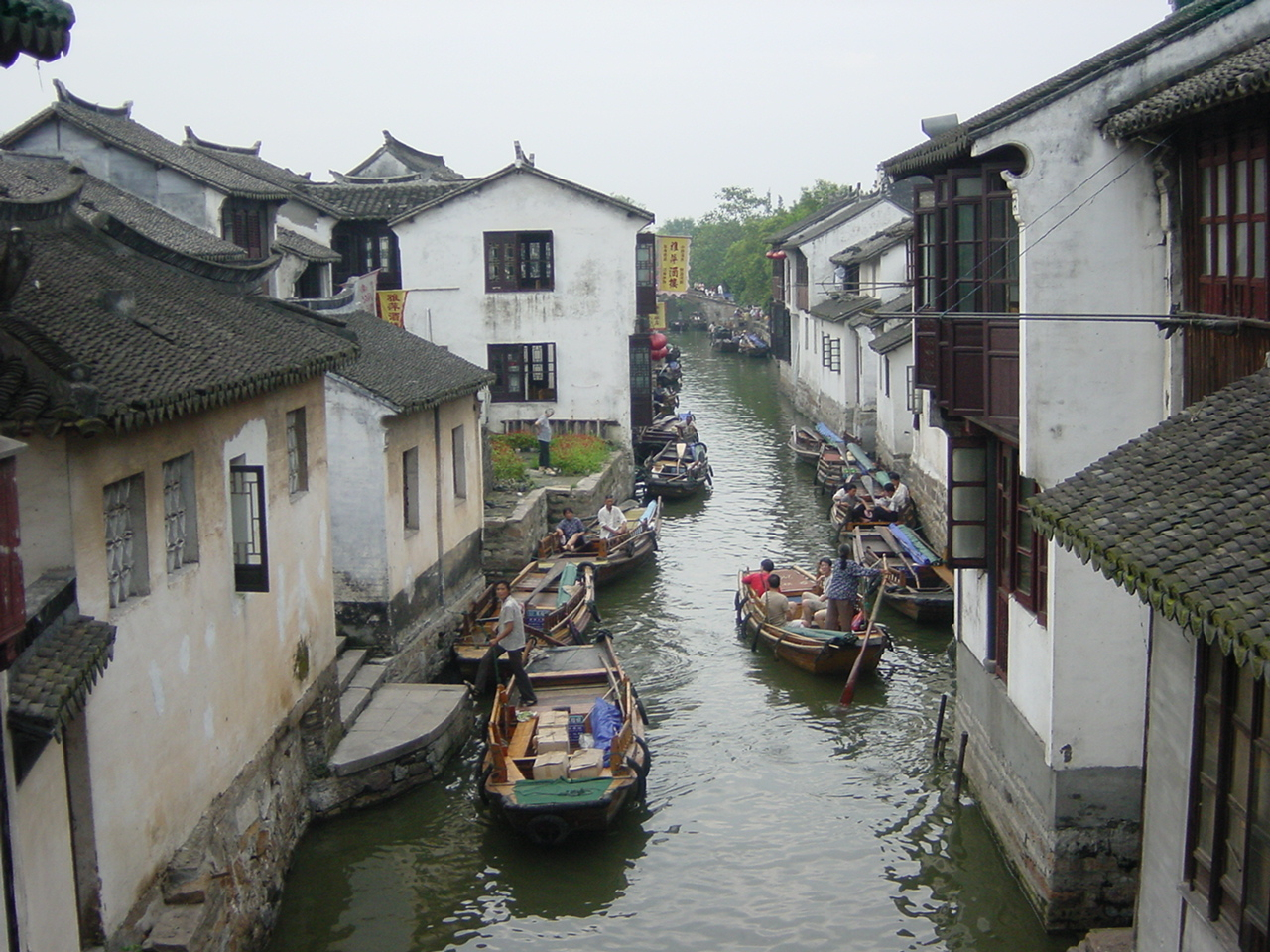
Ciudad de Zhouzhuang. País: China. Provincia: Jiangsu. Prefectura: Suzhou.

Zhouzhuang (Chino: 周庄; pinyin: Zhōuzhuāng; Wu: Tseu-zaon) es una ciudad famosa por sus canales en la provincia de Jiangsu, China. Está localizado dentro del área administrativa de Kunshan, 30 km al sureste del centro de ciudad de Suzhou.
Zhouzhuang es un destino turístico popular, clasificado como área escénica por la Administración Nacional de Turismo de China.  Es uno de los municipios de agua más famosos de China, conocido por su profundo trasfondo cultural, las antiguas casas residenciales bien conservadas y las elegantes vistas acuáticas. Ha sido llamada la "Venecia del Este".

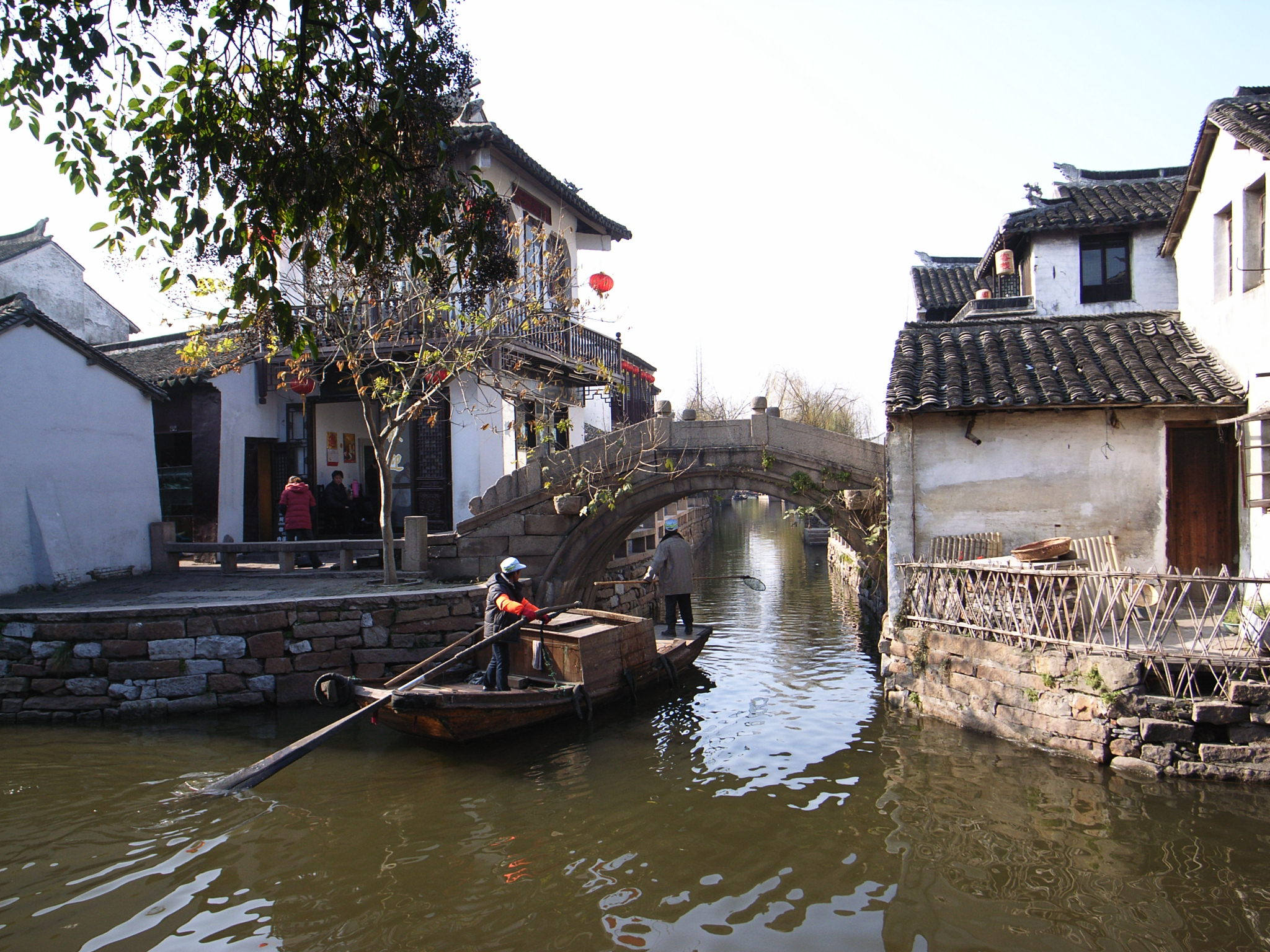
Barca en Zhouzhuang paso a través de canales

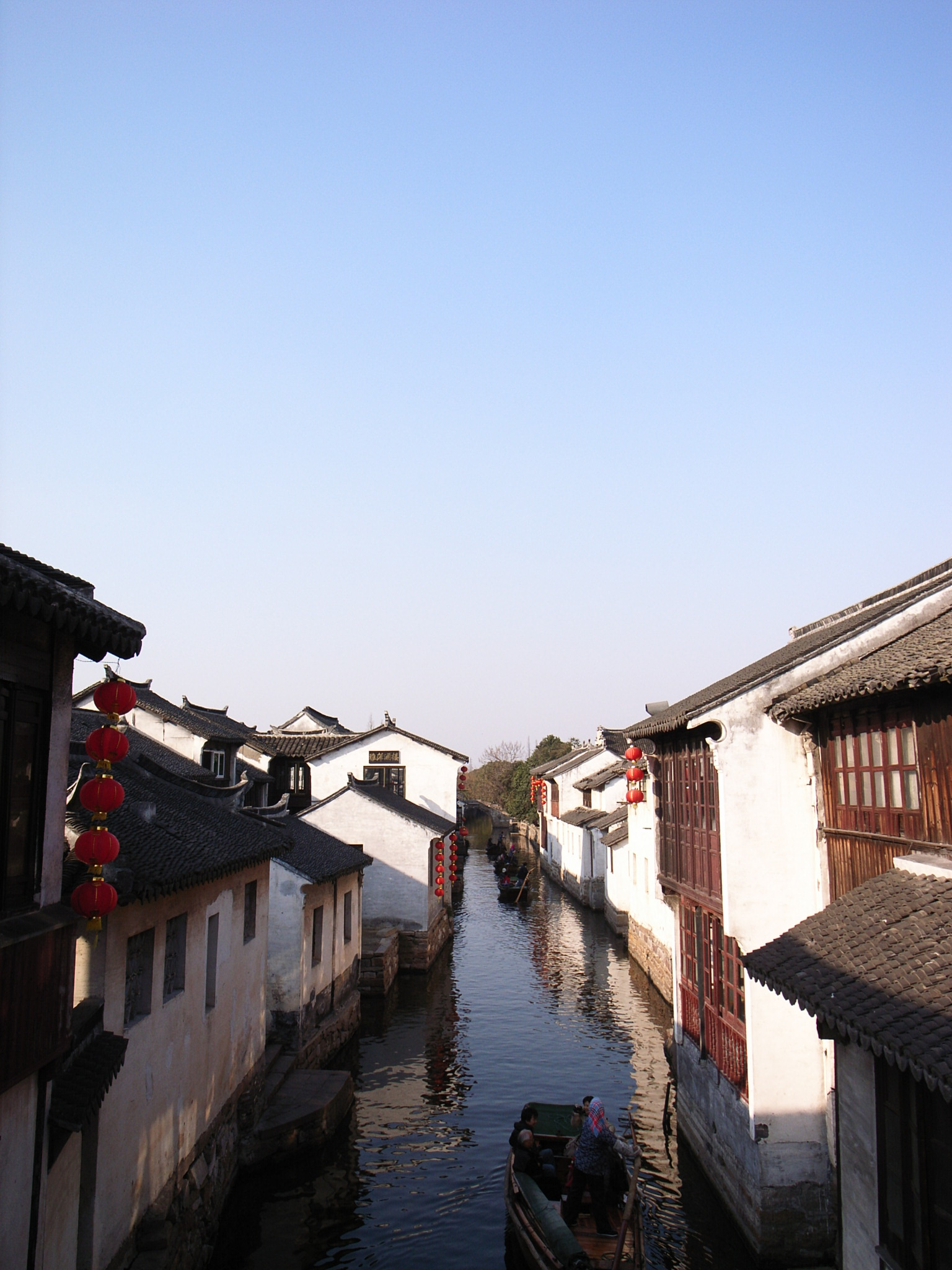
Un canal en Zhouzhuang

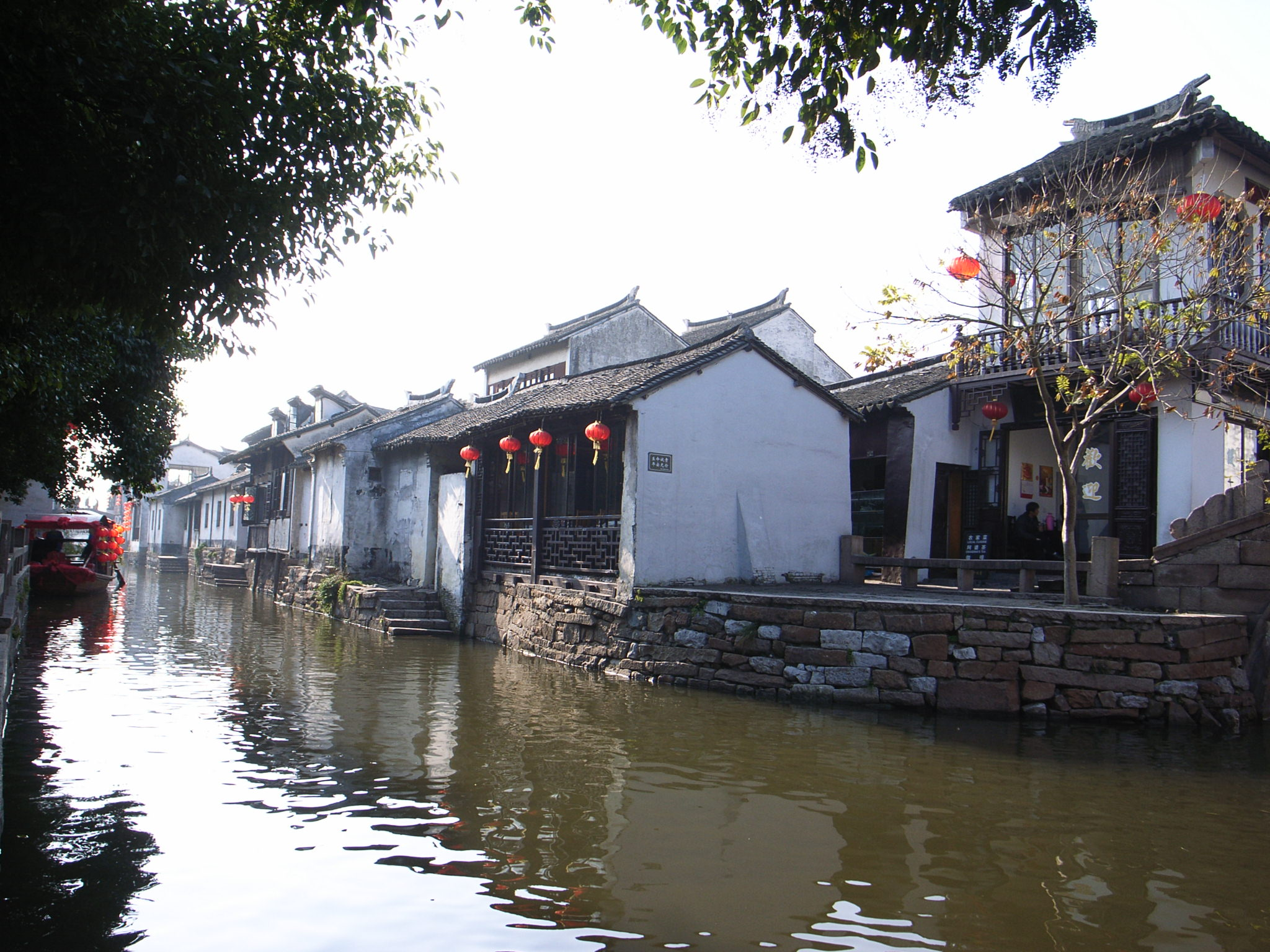

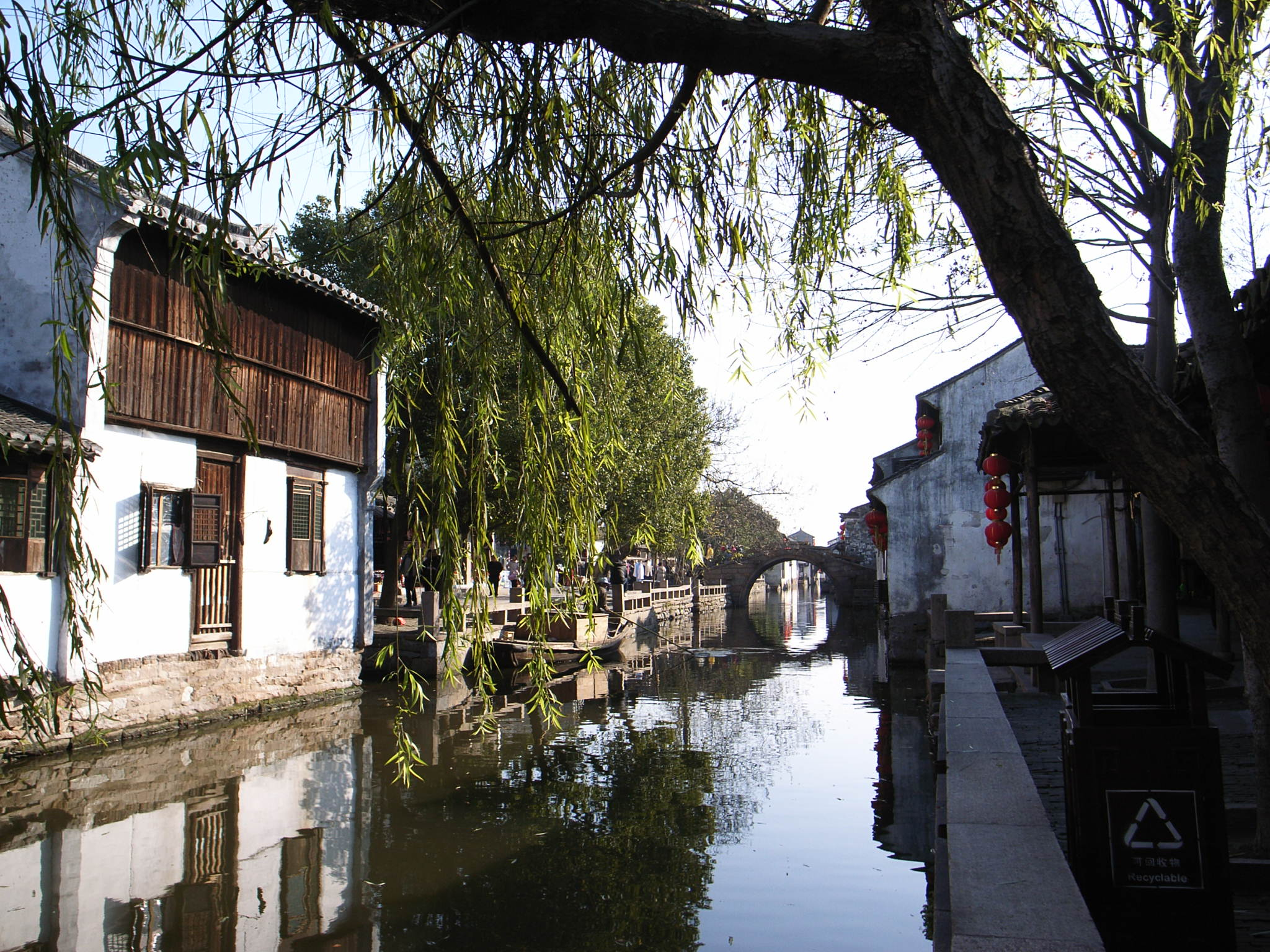

## Historia
En el Período de Primaveras y Otoños (770 BC-476 BC), Zhouzhuang Suzhou fue parte del feudo Yaocheng y se llamó Zhenfengli. Después de ser donado al Templo Full Fortune (Quanfu) por Zhou Digong, un budista muy devoto, en 1086 durante la Dinastía Song del Norte (960-1127), Zhouzhuang obtuvo su nombre actual.

## Vistas

### Puentes dobles (Shuang qiao)
Zhouzhuang está rodeado y dividido por lagos y ríos. Muchos puentes de piedra cruzan los ríos, mostrando vistas distintivas de la ciudad de agua. Los puentes dobles, que son el puente Shide y el puente Yongan, son los más famosos y se consideran el símbolo de Zhouzhuang. Construido en la era Wanli (1573–1619) de la dinastía Ming, los puentes dobles se ubican en el noreste de la ciudad. El puente Shide es de este a oeste y tiene un arco redondo, mientras que el puente Yongan está de norte a sur y tiene un arco cuadrado. Cruzando los dos ríos entrecruzados (Yinzi Creek y Nabeishi) y conectándose en el medio, los puentes dobles parecen una llave china de estilo antiguo. En 1984, se exhibieron 38 lienzos del notable pintor, Chen Yifei, en una galería de Nueva York de Armand Hammer, presidente de Occidental Petroleum Corporation. "Memory of Hometown", que mostraba los puentes dobles, fue uno de los elementos en exhibición y ha llamado la atención del mundo para Zhouzhuang. La pintura fue elegida para ser la portada del primer día del sello postal de las Naciones Unidas en 1985. 

### Fuan Puente
Ubicado en el extremo oriental de Zhongshi Jie, el puente Fuan fue construido en 1355 durante la dinastía Yuan. El rasgo único del Fuan es la combinación consumada del puente de arco único y las torres del puente.

### Casa de Shenting
Construida en 1742 y ubicada en el lado sureste del Puente Fuan, la casa de Shenting era propiedad privada del descendiente de Shen Wansan, el primer millonario de Jiangnan (al sur del río Yangtze) a principios de la dinastía Ming. Todo el complejo arquitectónico es del estilo de Qing y ocupa un área de más de 2,000 metros cuadrados (medio acre). Más de 100 habitaciones están divididas en tres secciones y cada una está conectada por arcadas y pasillos. La primera es la puerta de agua y el muelle, donde la familia de Shen amarró los barcos y lavó la ropa. La parte media incluye la torre de la puerta, el salón de té y la sala principal. La torre de la puerta Bricky, tallada con animadas e ingeniosas figuras que cuentan historias históricas o muestran buenos deseos, la convierten en una obra de arte excepcional. El salón de té y el salón principal son lugares para servir a los huéspedes, y los muebles son muy elegantes. La última sección es la vivienda de dos pisos que consta de varios edificios que son bastante diferentes de la sala principal, más cómodos y refinados en cuanto a diseño y atmósfera. La escultura pintada del legendario Shen Wansan se encuentra en la Torre Datang; Reliquias culturales que incluyen instrumentos folklóricos antiguos se exhiben en la Torre Xiaotang y en el Back Hall.

### Casa de Zhangting
Fue construido por la familia de Xu en la era Zhengtong (1436–1449) de la Dinastía Ming y fue comprado por la familia de Zhang a principios de la Dinastía Qing. Ubicada al sur de los puentes dobles, la casa de Zhangting tiene más de 70 habitaciones y ocupa aproximadamente 1,800 metros cuadrados (menos de medio acre). Con el río Ruojing fluyendo a través, la casa de Zhangting es residencial y elegante; tiene un patio tranquilo y un estanque. Todos los pasillos profundos representan la vida del propietario de quondam.

### Torre Milou
Una vez llamada la Taberna, la Torre Milou se posa junto al Puente Zhenfeng, que se encuentra en la esquina suroeste de Zhouzhuang. Es famoso por ser un lugar de reunión de los literarios en los viejos tiempos.

### Templo Chengxu
De pie en la calle Zhongshi, que se encuentra frente al puente Puqing, se construyó el Templo Taoísta Chengxu durante 1086-1093 de la Dinastía Song y también se lo conoce como Sala de la Santidad (Shengtang Hall). Después de varios períodos de expansión, es uno de los templos taoístas más famosos de la región de Wuzhong. En un área de 1,500 metros cuadrados (1,800 yardas cuadradas), los salones Shengdi y Doumu, los pabellones Yuhuang, Wenchang y Shengdi son piezas de arquitectura taoísta.

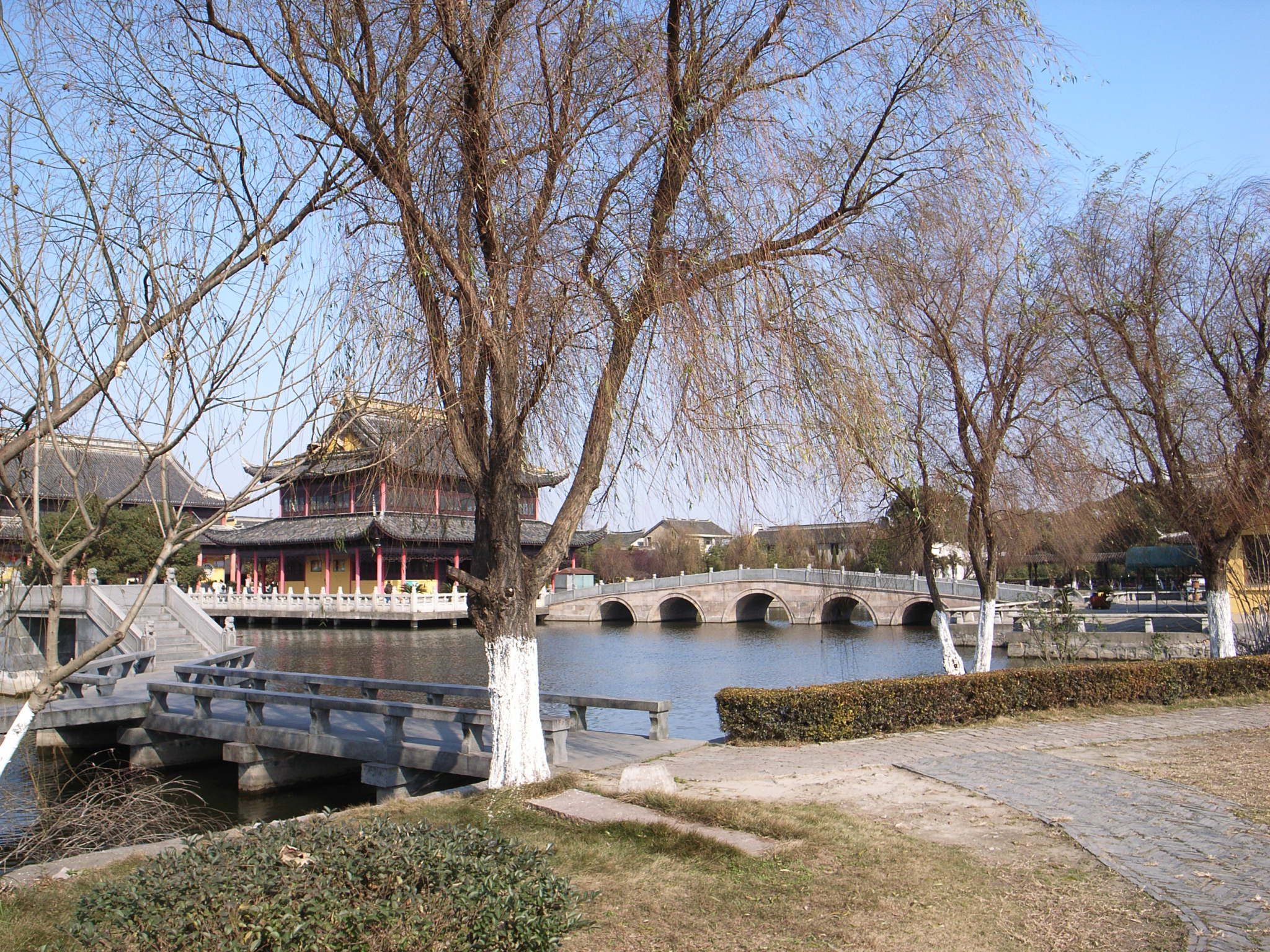
El Chengxu Templo en Zhouzhuang

## Comida local

### Wansan Cerdo
La comida local más famosa y deliciosa de Zhouzhuang es el corvejón de cerdo Wansan, que lleva el nombre de Shen Wansan, el hombre más rico de Yuan y principios de la dinastía Ming en Jiangnan.

### Bolas de arroz glutinoso Sanwei
Las bolas de arroz glutinoso de Sanwei son comúnmente llamadas gluten de sopa. En el área de Jiangnan, las bolas de arroz son un plato delicioso que todas las familias harían en casa.

## Prácticas

### Entrada y ticket
La tarifa de entrada es de 100 yuanes por persona por un día. Este boleto le da entrada al área de la ciudad antigua y todos los lugares mencionados anteriormente. Sin comprar el boleto, no puedes ingresar al área. Hay un paseo en barco organizado por el estrecho canal. Cuesta 40 yuanes por cabeza, o 100 yuanes por barco, que pueden ser utilizados por 1 a 6 personas. El paseo en bote dura 20 minutos. Tenga en cuenta que el servicio de viaje en bote dura hasta las 8 p. m., por lo que puede considerar un paseo por la noche después de que las otras atracciones hayan cerrado. El viaje de un día (antes de las 4 p. m.) y los viajes de noche (4-8pm) tienen diferentes rutas.